# Дубаи (емират)
Емират Дубаи (арап. إمارة دبي) је један од седам емирата у федерацији Уједињени Арапски Емирати на југоистоку Персијског залива, назван по његовој престолници Дубају.
Емират Дубаи се налази на Арапском полуострву на обали Персијског залива, а има површину од 3.885 km². У емирату живи око 2,2 милиона људи, чиме је престигао емират Абу Даби те је сада најмногољуднији емират у УАЕ. Емир Дубаја, шејх Мухамед ибн Рашид ел Мактум је потпредседник и премер УАЕ (поглавар државе је емир Абу Дабија). Доминантни центар емирата, његов главни и највећи град је Дубаи. Емират се простире од њега до дубоко у унутрашњост државе између Абу Дабија на југозападу и Сарјах на североистоку. Ексклава емирата Дубаи, Хата, налази се у планинском ланцу Хаџар на граници са Оманом. Највећи део емирата сачињава пустиња.
Главни град емирата Дубаи је истоимени град Дубаи, те понекад може доћи до забуне при кориштењу тог појма. Пошто готово 85% становништва емирата живи у главном граду, у њему се одвија готово цели привредни, социјални, културни и политички живот овог емирата. Сам град, а донекле и емират, познат је по својим многобројним спектакуларним грађевинским пројектима попут високих небодера, трговачких центара, умјетно направљених острва и паркова за забаву.
Изглед емирата се разликује од највећег емирата Абу Дабија између осталог и по томе што се поред путева и ауто-путева у Дубају не налазе засађене палме и грмови. Стога су путни правци много шири, а грађевине много више од оних у другим емиратима.

## Географија
Емират Дубаи је други по броју становника (2,054.000) и други по величини територије у федерацији (3900 км²). Он има отприлике правокутни облик, и обалу дужине од око 72 km дуж Персијског залива. Главни град емирата је Дубаи, највећи град Уједињених Арапских Емирата, у ком живи око 9/10 становника емирата.
Емират Дубаи с југа и запада граничи с Емиратом Абу Дабијем, а с истока и североистока са Емиратом Шарџом. Поред главног терена уз Персијски залив, емирату припада и мала енклава Хата поред оманске границе, удаљена 40 km од емирата.
Осим главног града, већа насеља су наведена Хата (10.598), лучки град Џабал-Али (31.634) удаљен 35 km од престолнице, те предграђа као што су Авир, Лусаили, Маха и Фака.

## Клима
Емират Дубаи има врло врућу и суву климу. Лета у емирату су изузетно врела, ветровита и сува, уз просечну дневну температуру око 40 °C, док су ноћне температуре око 30 °C. Сунце сија готово целе године, са врло мало облачних и кишовитих дана. Зиме су топле и кратке са просечном дневном температуром око 23 °C и најнижим ноћним температурама око 14 °C. Количина падавина последњих деценија је порасла и тренутно износи око 1500 mm годишње.

## Историја
Нуклеус данашњег емирата је насеље Дубаи познато од 1799. године. Још 1820. локални шеици тадашњег Дубаја, који је тада био битно мањи, потписали су са Британцима споразум о миру и сурадњи, иако је све до 1833. формално тај крај био под влашћу Емирата Абу Даби. Године 1833, једна група рибара и ловаца на бисерне шкољке предвођена породицом ал-Фаласи (потомци данашње владарске династије ал-Мактум) напустила је због свађа и ривалства Абу Даби, и без отпора преузела власт у Дубају. Од тада је Емират Дубаи постао (мерено локалним стандардима) моћна држава, која је била често у сукобу са својим бившим владарима.
Заливски пирати везани уз шеике ал-Касими из Шарџе покушали су да преузму контролу над Дубајем, али су се његови шеици успели да се одупру тим насртајима и сачувају своју независност, лукаво хушкајући суседе једне против других. Ипак су и они заједно с осталим суседним емиратима били приморани да потпишу са Британијом уговор о слободној пловидби 1835. године, а затим и трајни уговор о поморству 1853. што је све водило до потписивања уговора о сурадњи из 1892. којим је Британија стекла контролу над заливским емиратима, а они постали су добили статус њених протектората.
Кад су се Британци 1971. коначно повукли из Персијског залива, Емират Дубаи је постао један од најистакнутијих оснивача Уједињених Арапских Емирата.
Шеици Дубаја су за разлику од већине својих суседа подстицали трговину, тако да је почетком 20. века град Дубаи израстао у важну луку у коју су се населили бројни страни трговци (већином Индијци), тако да је она до 1930-их постала позната по извозу бисера. Данашњи град Дубаи је нешто потпуно друго, пре свега он је велика трговачка метропола и излог западњачке робе.
Већина банака и осигуравајућих друштава из Уједињених Арапских Емирата има седиште у Дубају. Након девалвације заливског рупија 1966. Емират Дубаи се придружио Катару у пројекту оснивања нове монете ријал, али се 1973. приклонио осталим емиратима у оснивању нове националне валуте дирхама. Емират има потпуно либерализирану трговину златом, па се преко њега одвија знатан шверц златних полуга у Индију, у којој је трговина златом пуно рестриктивнија.
Срећа је задесила Дубаи 1966. кад је откривено нафтно поље Фатех. Оно је удаљено око 120 km источно од града у мору. Већ до 1970-их на тој локацији изграђене су три 20-спратне поморске платформе, свака капацитета од 500.000 барела. Њих због облика, који подсећа на изокренуту шампањску чашу зову Три пирамиде Дубаја.

### Листа владара Дубаја
Емиратом владају шеици из династије ал-Мактум.
- крај 18. века – 1833.: Убаид
- 1833. – 1852.: Мактум
- 1852. – 1859.: Саид
- 1859. – 1886.: Хашер
- 1886. – 1894.: Рашид
- 1894. – 1906.: Мактум
- 1906. – 1912.: Бути
- 1912. – 1929.: Саид II (први пут)
- 1929.: Мани
- 1929. – 1958.: Саид II (други пут)
- 1958. – 1990.: Рашид
- 1990. – 2006.: Мактум
- 2006. – данас: Мухамед[5]

## Демографија и радне миграције
Као и у другим емиратима и остатку државе, и у Дубају су староседиоци Емирачани у мањини. Око 85% становника емирата су странци, а они доприносе највећим делом привредном капацитету. Највише страних радника дошло је из јужне Азије (Индија, Пакистан, Бангладеш и Шри Ланка) и са Филипина. Бројни су такође и Африканци (Судан, Египат, Алжир, Сомалија, Етиопија, Кенија, Нигерија, Танзанија), а нешто мање бројни су Европљани, Американци и Канађани.
Често су власти од новопридошлих миграната одузимали пасоше. Пошто су углавном тражени млађи, снажнији мушкарци за слабије квалифициране радове (највећим делом на грађевинама), тренутно је само четвртина свих грађана женског пола. Ова неравнотежа се тек почела смањивати када су власти допустиле да мигранти доведу своје породице са собом.
Док су староседелачко становништво и висококвалификовани радници из Европе и Америке по правилу релативно богати и живе на високом стандарду, слабије образована радна снага располаже са изузетно ниским примањима са мање од 5 америчких долара дневно.
Према подацима из светског извештаја о благостању (World Wealth Report), у емирату Дубаи постоји око 68.000 милионера (мерено у америчким доларима), што чини око 4,6% укупног становништва емирата. То представља најгушћу концентрацију милионера у свету. Овај однос је још више запањујући ако се узме да највећи део од ових 68.000 милионера отпада на 15% староседелачког становништва, дакле међу 200.000 становника у емирату. Према подацима из 2005. просечни приход по глави становника у емирату износио је око 28.000 US$.

## Религија и језик
Званична државна религија у емирату Дубаи, као и у целим УАЕ, је ислам. Већина становника Дубаја су сунити. Такође, због усељавања великог броја страних радника, има много хиндуса, сика, шиита и хришћана. Католичка жупа града Дубаја обухвата око 70.000 чланова. Дубаи је једини емират у УАЕ у којем постоји хиндуистички храм и сикска гурдуара (храм).
Званични језик емирата и града Дубаи је арапски, а енглески је доста раширен међу становништвом. Готово сви млађи староседеоци Емирачани и већи дио досељених страних радника могу се врло добро споразумевати на енглеском језику, што олакшава свакодневни живот у овој вишејезичкој, мултикултуралној заједници.
Од септембра 2006. у Дубају и уопштено УАЕ, викенд је одређен на петак и суботу, а раније је су то били четвртак и петак. Сви државни и јавни органи, институције, установе, државне и приватне школе се морају организовати по овим правилима. Међутим, за већи део страних радника и имиграната, радна седмица траје шест дана, при чему је викенд само петак.

## Судство
Странци (нпр. туристи и страни радници) често нису упознати да је судство у емирату Дубаи често много строже него у осталим муслиманским земљама. Право у Дубају заснива се на шеријату и у многим аспектима не одговара западним законодавствима, било по тежини пресуда као и по питањима које радње представљају казнене деликте.
Тако, на пример, поседовање дроге, појављивање у јавности у алкохолизираном стању, хомосексуалност и поседовање порнографског материјала, те поседовање лекова који нису лекарски прописани, кажњавају се различитим, врло високим казнама.
Пажњу међународне јавности изазвао је у јулу 2007. случај једног 15-годишњег Француза, којег су у Дубају напале и сексуално напаствовале три особе, од којих је једна наводно била инфицирана вирусом ХИВ-а, те су га након прегледа код лекара, оптужили да је хомосексуалац. Међутим, против младића није покренут судски поступак. Касније, 12. децембра 2007. два од три нападача су осуђена и кажњена са 15 година затвора. Други случај десио је 2013. када је једна Норвежанка пријавила свог радног колегу полицији у Дубају због тога што је напаствована. Међутим, она је привремено притворена а касније је на суду осуђена на 16 мјесеци затвора због ванбрачног секса, а добила је и отказ са посла због непристојног понашања. Након међународних притисака, власти Дубаја су је ослободиле.
Кажњиви су такође и случајеви јавног појављивања у одећи супротног пола (cross-dressing) као и трансвестити. Показивање међусобне наклоности или блискости у јавности (као што су на пример пољупци или измењивање нежности) може бити кажњиво затворским или новчаним казнама, као и депортацијом из државе. Нарочито строго је кажњив секс изван брака, као и заједнички живот парова који нису у брачним односима.

## Привреда и транспорт
Процењене резерве нафте Емирата Дубаи су мање од 1/10 суседног Абу Дабија, али то није сметало Дубају да се поред прихода продаје нафте у комбинацији с трговином развије у врло просперитетну државу. Дубаи је градио и бројне индустријске погоне, између осталог велику топионицу алуминијума, повезану са погоном за фракционирање природног гаса, изграђене крајем 1970-их. Од краја 1980-их производња алуминијума се драстично повећала након доградње топионичких погона.
‎
Данашњи Емират Дубаи је концентрисан на планове развоја туризма, транспорта и индустрије, који би у будућности требало да надокнаде приходе од нафте, која ће пресушити. С том сврхом је још 1972. изграђена нова дубока лука Рашид (именована по емиру), којој је накнадно 1979. дограђен и суви вез за супертанкере. У настојању да подстакну улагања у индустрију, још почетком 1980-их лука и индустријски центар Џабал-Али проглашени су бесцаринском зоном, а тај потез је био толико успешан да су бројне интернационалне компаније привучене тим отвориле своја представништва у тој зони. Данас надзор над радом и даљњим улагањима у луку и бесцаринску зону води Управа луке Дубаи, основана почетком 1990-их управо са том сврхом.
Емират је изградио велики међународни Аеродром Дубаи који је временом постао честа међустаница за летове према Далеком истоку, а уз то Дубаи је био и иницијатор оснивања Емиратеса, националног авиопревозника Уједињених Арапских Емирата који је основан средином 1990-их. У септембру 2009. пуштена је у рад прва линија метроа, као прва у заливској регији.
У слободним трговинским зонама (као нпр. Слободна зона Џебел Али, Дубаи Хеалтхцаре Цитy), инвеститори добијају 50-годишњу гаранцију на безпореско пословање. Привреда емирата Дубаи је обележена са две државне компаније, Dubai World и ICD (Investment Corporation of Dubai). У марту 2006. Дубаи је донео закон бр. 7 о правима власништва и уносима у катастарске књиге. Овај закон регулише власништво над некретнинама и њихов упис у катастар. Тренутно се он бави искључиво власништвом над вилама и великим приватним поседима, односно објектима на ограниченим земљишним поседима. Међутим, за често препродаване некретнине у апартманским зградама још увек нема строго одређене форме ни правила, којим се законски регулишу уноси у поседовне књиге. Пренос власништва је искључиво могућ само преко државних агенција за некретнине попут Emaar, Nakheel и Dubai Properties. Влада данас настоји да ускоро уведе регулацију на још неке текуће проблеме у овој области, како би страним купцима некретнина пружила неопходну правну сигурност. Буџет емирата пуни се из прихода од нафте, а однедавно претежно од уговорних трансфера из Абу Дабија, те од царина и нешто мање од индиректних пореза. Порез на луксузна добра износи 10%, на дуван и дуванске производе 100%, порез на промет у угоститељству 5%, а порез на изнајмљивање некретнина 5 до 10%.

### Туризам
Пошто су власти Дубаја спознале да ће нафтне резерве емирата бити исцрпљене у блиској будућности, у посљедњих неколико година све више се улаже у туризам. Међу првим туристичким пројектима била је изградња луксузног комплекса Медина Џумеира (арап. مدينة الجميرا досл. град Џумеира), хотела Бурј Ал Араб и Jumeirah Beach Hotels, који припадају Jumeirah Group, ланцу хотела у власништву Ал Мактум, владајуће породице у Дубају. Дубаи је 2008. имао капацитет од око 28.000 хотелских соба. Већ годинама, туризам има врло високу стопу раста и удјела у укупној привреди емирата (2005. године било је 6 милиона туриста, а 2012. око 10 милиона). Процењује се да приходи од туризма дају Дубају око 26,2% укупних прихода.
Од јуна 2007. Дубаи је власник прекоокеанског брода Queen Elizabeth 2, који је раније пловио под заставом британског Cunard Reederei. Државна компанија Istithmar World купила је луксузни прекоокеански брод за 100 милиона долара и хтела је да од њега направи пливајући хотел високе класе са властитим тржним центром на њему. Четири године брод је због финансијске кризе био усидрен и неупотребљен на пристаништу у Порт Рашиду. Од августа 2012. почело се са његовим реновирањем за које је планирано да од првобитних 1000 настане само 300 суперлуксузних кабина и соба.

### Индустрија нафте
Привредни раст Дубаја у прошлости се заснивао на резервама нафте, које су омогућиле огромна улагања у инфраструктуру у посљедњих неколико деценија, и поред ниског пореза у тој области. Међутим, резерве нафте у емирату су ограничене. Процењује се да би се оне могле исцрпити у седећих 10-15 година. Стога власти Дубаја већ дуго покушавају да привреду учине мање зависном од нафте, те стога промовишу раст области трговине, финансија и туризма. Данас само 5% бруто домаћег производа отпада на индустрију нафте.
Док су с једне стране залихе нафте у емирату Дубаи готово исцрпљене, с друге стране енормне залихе у емирату Абу Даби, које чине око 10% укупне производње земаља OPEC-а, могу трајати још наредних 40-так година. Других пет мањих емирата у УАЕ готово и да немају нафтне резерве.

### Трговина
Дубаи важи за један од највећих трговачких центара Азије. Томе доприносе повољан географски положај дуж морских и ваздушних путева од Азије према Европи, као и модерне и добро опремљене луке Мина Рашид и Јебел Али, велики и модерни аеродром Дубаи и три посебне слободне трговачке зоне: Јебел Али, Дубаи интернет ситy и Међународни финансијски центар Дубаи. Дубаи такође планира и изградњу досад највећег аеродрома на свету. Око аеродрома, на укупној површини од 240 km² требало би да се изгради трговачки и стамбени центар и град. Први део тог комплекса Dubai Logistics City (Логистички град Дубаи) требало би ускоро да буде изграђен и да представља први модул будућег првог светског аерополиса. Трговина у Дубају има врло дугу традицију. Већ стотинама година у заливу су пристајале традиционалне дауе (врста брода), доносећи робу из Индије и Кине на Арапско полуострво.

### Грађевински пројекти
Дубаи је посебно познат по неким од својих спектакуларних грађевинских пројеката. Овде је концентриран највећи број светских текућих и планираних пројеката, који су готово искључиво финансирани путем кредита и имају велики спекулативни потенцијал.
Разлог за досадашњи нагли раст грађевинског сектора били су мали подстицаји и наруџбине од државе. Готово све пројекте финансирали су приватни инвеститори, а често се финансијска конструкција ширила преко многобројних фондова некретнина. Узрок томе су малобројни прописи из области грађења и небирократски развој пројеката путем посебно овлаштених компанија, које често могу и смеју да заобиђу државне органе. Осим тога, мотив као и код свих инвестиција, су висока очекивања од будућих добити. Одобрење за грађење за велике пројекте издаје лично емир након представљања пројекта од стране инвеститора и без претходне провере утицаја грађевине на околину или учешћа и мишљења становништва. Убрзање ионако већ брзог темпа инвестиција почело је поновно од 2002. када је страним приватним инвеститорима законски омогућено да добију земљишта и уделе у некретнинама на неким дефинисаним местима у Дубају.
Други разлог високих очекиваних добити за инвеститоре је жеља и визија емира Дубаја да од њега направи глобалну просперитетну метрополу, која се може поредити са градом-државом Сингапуром. Показатељи од јесени 2008. и непрекинут ентузијазам инвеститора за новим грађевинским пројектима, већ даје назнаке да ће се ова очекивања врло брзо и испунити. Грађевински пројекти буде интерес туриста и пословних људи и демонстрирају просперитетну привреду овог емирата.

## Спорт
Најпопуларнији спортови у емирату су фудбал и крикет. Пет клубова представљају Дубаи у Првој фудбалској лиги УАЕ (UAE Pro-League): Ал Васл ФК, Ал-Ахли Дубаи, Ал Наср СК, Ал Схабаб Ал Араби Клуб и Дубаи Клуб. Ал-Васл је други клуб по броју освојених наслова првака у лиги УАЕ, након клуба Ал-Аин.
Дубаи је такође и домаћин годишњег Дубаи тениског првенства и тениског турнира The Legends Rock Dubai, као и класичног голф турнира Dubai Desert Classic и Dubai World Championship. Сви ти спортски догађаји привлаче многе спортске звезде широм света. Dubai World Cup, првенствена трка коња, одржава се сваке године на хиподрому Меyдан.
Дубаи је такође и домаћин традиционалног турира у рагбију, Дубаи Севенс, који је део светске рагби серије Sevens World Series. Године 2009. Дубаи је угостио и 5. рагби светско првенство Rugby Sevens. Аутомобилистичке трке су такође врло популаран спорт у Дубају. Аутодром Дубаи је поприште многих ауто трка током целе године.
Велика заједница Индијаца и Пакистанаца као и досељеника из других држава у којима се игра крикет (Шри Ланка, Бангладеш, Енглеска, Аустралија и Јужноафричка Република), донеле су и ову игру која се раширила у Дубају. Међународно веће за крикет (ICC) преместило је своје седиште 2005. године из Лондона у Дубаи. Град је био домаћин неколико пакистанских мечева, а два нова травната стадиона направљена су у Дубаи спортском граду. Овде је одржано и неколико турнира у крикету.